# Urban Outfitters
Urban Outfitters, Inc. (URBN) (NASDAQ: URBN

) er en amerikansk multinational tøjbutikskæde med hovedkvarter i Philadelphia, Pennsylvania. De har 700 butikker og 24.000 ansatte i USA, Storbritannien, Canada, Polen, Kuwait og Qatar. Deres målgruppe er yngre vokse kvinder og mænd.
Butikken Free People blev åbnet af Richard Hayne, Judy Wicks og Scott Belair i 1970. Den skiftede navn til Urban Outfitters i 1976.